# 谢海燕
谢海燕（1910年—2001年），原名益先，曾用名海砚，男，广东揭阳人，中国艺术教育家、画家、美术史论家，曾任中国美术家协会理事。